# L・DK
『L♥DK』（エルディーケー）は、渡辺あゆによる日本の漫画作品。『別冊フレンド』（講談社）にて、2009年3月号から2017年9月号まで連載された。2022年2月時点で電子版を含めた累計発行部数は1155万部を記録している。
2014年4月12日に1作目の映画『L♥DK』が、2019年3月21日には2作目の映画『L♡DK ひとつ屋根の下、「スキ」がふたつ。』がそれぞれ公開された。
続編となる『L♡DK Pink』が同誌2022年3月号より不定期で連載開始。23歳の葵と柊聖が登場する展開となっている。

## あらすじ
一人暮らしをする女子校生・葵の隣室に越して来た、「王子」こと柊聖。親友を無下に振った柊聖のことを冷徹な嫌な奴だと思っていた葵だったが、彼の優しい笑顔を見て、少しだけ見直す。ところが、あるハプニングで柊聖が葵の部屋で同居することになってしまう。

## 登場人物
※担当声優はドラマCD版のもの。
西森 葵（にしもり あおい）
声 - 小松未可子
生年月日：8月16日。
主人公。アパートで一人暮らしをする高校2年生。親が転勤することになったが、転校するのが嫌で壮絶なバトルを繰り広げ、一人暮らしを認めてもらった。
柊聖の部屋のスプリンクラーを作動させてしまい、部屋の修繕が済むまでやむを得ず同居をすることになる。同居生活の中で、次第に柊聖のことを好きになっていき、親友・萌のアドバイスでその想いを自覚する。
久我山 柊聖（くがやま しゅうせい）
声 - 櫻井孝宏
生年月日：1月14日。
もう一人の主人公。学校の王子として女子生徒の目の保養になっているイケメン。葵をからかうのは日常茶飯事。
中学時代にバスケ部のOG・桜月（さつき）と付き合っていたが、彼女が柊聖の兄と結婚してしまい、新しい恋に前向きになれずにいる。
渋谷 萌（しぶや もえ）
声 - 日笠陽子
葵の親友。柊聖にラブレターを渡そうとするが「キモイ」と一蹴される。
久我山 玲苑（くがやま れおん）
柊聖の従弟で１つ年下。アメリカに住んでいたが日本に引っ越してきた。葵と柊聖と同じ高校に通う。
久我山 絵里（くがやま えり）
柊聖の姉。
小嶺 翔太（こみね しょうた）
声 - 入野自由
1年生。入学前に文化祭に訪れた時に葵のことを好きになり、ストレートに告白する。柊聖の中学時代のバスケ部の後輩。
青田 ナオミ（あおた ナオミ）
年齢不詳の国語教師。Gカップ。体のラインを強調する服を着る。婚活中で、柊聖に猛アタックする。
久我山 草樹（くがやま そうじゅ）
柊聖の兄。スクープ専門のフリーカメラマン。柊聖が中学時代に付き合っていた女性・桜月と結婚した。

## 書誌情報

### 単行本
- 渡辺あゆ 『L♥DK』 講談社〈別冊フレンドKC〉、全24巻
  1. 2009年6月12日発売[6]、ISBN 978-4-06-341625-1
  2. 2009年11月13日発売[7]、ISBN 978-4-06-341650-3
  3. 2010年3月12日発売[8]、ISBN 978-4-06-341672-5
  4. 2010年7月13日発売[9]、ISBN 978-4-06-341694-7
  5. 2010年12月13日発売[10]、ISBN 978-4-06-341725-8
  6. 2011年4月13日発売[11]、ISBN 978-4-06-341741-8
  7. 2011年8月11日発売[12]、ISBN 978-4-06-341753-1
  8. 2011年12月13日発売[13]、ISBN 978-4-06-341775-3
    - CD付き特装版、ISBN 978-4-06-358361-8

  9. 2012年4月13日発売[14]、ISBN 978-4-06-341793-7
  10. 2012年8月10日発売[15]、ISBN 978-4-06-341812-5
  11. 2012年12月13日発売[16]、ISBN 978-4-06-341831-6
  12. 2013年5月13日発売[17]、ISBN 978-4-06-341859-0
  13. 2013年9月13日発売[18]、ISBN 978-4-06-341876-7
  14. 2014年2月13日発売[19]、ISBN 978-4-06-341902-3
  15. 2014年6月13日発売[20]、ISBN 978-4-06-341923-8
  16. 2014年11月13日発売[21]、ISBN 978-4-06-341951-1
  17. 2015年3月13日発売[22]、ISBN 978-4-06-341972-6
  18. 2015年7月13日発売[23]、ISBN 978-4-06-341992-4
  19. 2015年12月11日発売[24]、ISBN 978-4-06-392022-2
  20. 2016年4月13日発売[25]、ISBN 978-4-06-392037-6
  21. 2016年8月12日発売[26]、ISBN 978-4-06-392056-7
  22. 2016年12月13日発売[27]、ISBN 978-4-06-392092-5
  23. 2017年5月12日発売[28]、ISBN 978-4-06-392115-1
  24. 2017年10月13日発売[29]、ISBN 978-4-06-392133-5
    - ポストカード集&ステッカーセット付き特装版[30]、ISBN 978-4-06-362381-9

### 小説
- 里見蘭（著）・渡辺あゆ（原作・イラスト） 『小説L♥DK 柊聖'S ROOM』 講談社〈KCデラックス〉、全2巻
  1. 2013年9月13日発売[31]、ISBN 978-4-06-376889-3
  2. 2015年7月13日発売[32]、ISBN 978-4-06-377224-1

## 映画

### 第1作
2014年4月12日公開。公開初週の土日2日間の成績は動員6万3,143人、興収7,345万円で、全国映画動員ランキング初登場5位（興行通信社調べ）。

#### キャスト（第1作）
- 西森葵：剛力彩芽
- 久我山柊聖：山﨑賢人
- 佐藤亮介：中尾明慶
- 渋谷萌：岡本玲
- 栗山航
- 橋本祥平
- 小原好美
- 寺田心
- 田窪一世
- 小野明日香
- 富田千晴
- 山田ジェームス武
- 安田聖愛
- 涼
- 日中泰景
- 阿部翔平
- 山川紗弥
- 三浦圭祐
- 小夜子：高島礼子（特別出演）
- 久我山草樹：福士誠治
- 三条亘：桐山漣
- 水野桜月：石橋杏奈
- 石田隼
- 影山樹生弥
- 坂本優太
- 丸山隼
- 替地桃子
- 斎藤亜美
- 寺川里奈
- 葉月
- 松尾寧夏
- 三田寺理紗
- 山地まり
- 優希
- 瀬尾卓也
- 直井よしたか
- 横山善之
- 清水智子
- 高橋美津子
- 恩田先生：藤井隆
- 星野カズミ：白石美帆

#### スタッフ（第1作）
- 原作：渡辺あゆ『L♡DK』（講談社『別冊フレンド』連載）
- 監督：川村泰祐
- 脚本：松田裕子
- 音楽：遠藤浩二
- 主題歌：Honey L Days「君色デイズ」（avex trax）
- 挿入歌：泉綾菜「君色デイズ」
- 企画：遠藤茂行
- プロデューサー：木村元子
- アソシエイトプロデューサー：柳迫成彦
- ラインプロデューサー：中林千賀子
- 宣伝プロデューサー：磯部武志
- 撮影：北山善弘
- 照明：鈴木敏雄
- 録音：小松将人
- 美術：黒瀧きみえ
- 編集：松尾浩
- 記録：中田秀子
- 装飾：折戸美由紀
- 映像：高梨剣
- 視覚効果：松本肇
- 衣装：井手珠美
- ヘアメイク：内城千栄子
- フードコーディネーター：あまこようこ
- 助監督：吉田和弘
- 制作担当：石井仁朗
- 宣伝協力：オスカープロモーション
- 配給：東映
- 制作プロダクション：ドリームプラス
- 制作協力：ブースタープロジェクト
- 製作 - 「L♡DK」製作委員会（東映、木下グループ、テレビ朝日、講談社、東映ビデオ、オスカープロモーション、日本出版販売、バンダイビジュアル、ドリームプラス）

#### 受賞（第1作）
- 新語・流行語大賞トップテン（2014年） - 「壁ドン」が受賞。『L♡DK』が壁ドンの火付け役となったと評価されて、流行語大賞表彰式には山﨑賢人が登壇した[36]。

### 第2作
『L♡DK ひとつ屋根の下、「スキ」がふたつ。』のタイトルで、第1作からキャストを一新した第2作が2019年3月21日に公開された。キャッチコピーは「スキにさせてやる」、「スキでいろよ」。
2019年9月3日にBlu-rayとDVDリリース。
2021年3月24日に主題歌「ハッピーエンド」のMV（フルサイズ）が公開。上白石萌音と杉野遥亮が恋人役で出演した。

#### キャスト (第2作)
- 西森葵：上白石萌音
- 久我山柊聖：杉野遥亮
- 久我山玲苑：横浜流星
- 渋谷萌：高月彩良
- 佐藤亮介：堀家一希
- 久我山草樹：町田啓太

#### スタッフ (第2作)
- 原作：渡辺あゆ『L♡DK』（講談社「別冊フレンド」刊）
- 監督：川村泰祐
- 脚本：江頭美智留
- 音楽：遠藤浩二
- 主題歌：上白石萌音×内澤崇仁（androp）「ハッピーエンド」（ユニバーサルJ）
- 挿入歌：SUPERNOVA「Everytime」（SV RECORDS）
- 製作：村松秀信、吉崎圭一、間宮登良松、木下直哉、角田真敏、楮本昌裕、有馬一昭、松井智、芳賀正光
- エグゼクティブプロデューサー：柳迫成彦、前田章利
- 企画プロデュース：木村元子
- プロデューサー：遠藤祐磨、吉良俊一郎、中林千賀子
- 撮影：北山善弘
- 照明：長谷川誠
- 録音：原川慎平
- 美術：五辻圭
- 助監督：吉田和弘
- ラインプロデューサー：鶴賀谷公彦
- 音楽プロデューサー：津島玄一
- 配給：東映
- 制作プロダクション：ブースタープロジェクト
- 製作：「2019 L♡DK」製作委員会（東映、電通、東映ビデオ、木下グループ、講談社、ユニバーサルミュージック、イオンエンターテイメント、ハピネット、WAJA NEXT）

#### Blu-ray・DVD・小説 (第2作)
- 講談社KK文庫「小説 映画 L♡DK ひとつ屋根の下、「スキ」がふたつ。」 (2019年2月14日、著：有沢ゆう希、ISBN 978-4-06-514051-2）[40]
- Blu-ray / DVD（2019年9月3日、BIXJ-0308 / BIBJ-3376）
  - 初回限定：アウタースリーブケース、ポストカード4枚セット
  - 特典DVD：メイキング、主題歌メイキング、舞台挨拶集（完成披露舞台挨拶／初日舞台挨拶／主題歌アコースティックライブ 付き舞台挨拶／大ヒット舞台挨拶／中学校サプライズ訪問／SUPERNOVA舞台挨拶）、チョコレートデコレーション対決、オフィシャルインタビュー、LDKチャレンジ、胸きゅんシーン集

#### イベント (第2作)
- 2019年2月12日
  - 完成披露舞台挨拶（新宿バルト9）- 上白石萌音、杉野遥亮、横浜流星[41]
- 2019年3月6日
  - 中学校サプライズ訪問（横浜市立万騎が原中学校）- 上白石萌音、杉野遥亮、横浜流星[42]
- 2019年3月14日
  - 原宿イベント（竹下通り・JOL原宿）- 上白石萌音、杉野遥亮、横浜流星[43]
- 2019年3月21日
  - 初日舞台挨拶（新宿バルト9[44][45]／イオンシネマ港北ニュータウン／横浜ブルク13）- 上白石萌音、杉野遥亮、横浜流星[46]
  - 公開記念LINE LIVE・ツイッターライブ・インスタライブ - 上白石萌音、杉野遥亮、横浜流星
- 2019年3月23日
  - 関西・中部舞台挨拶（なんばパークスシネマ／梅田ブルク7[47]／イオンシネマ鈴鹿[48]／ミッドランドスクエアシネマ）- 上白石萌音、杉野遥亮、横浜流星
- 2019年3月24日 
  - 九州舞台挨拶（イオンシネマ筑紫野／Tジョイ博多[49]／ユナイテッドシネマ福岡ももち）- 上白石萌音、横浜流星
- 2019年3月25日
  - 九州舞台挨拶（2019年3月25日、鹿児島ミッテ10）- 上白石萌音
- 2019年3月28日
  - 主題歌アコースティックライブ 付き舞台挨拶（新宿バルト9）- 上白石萌音、androp[50]
- 2019年4月2日
  - 大ヒット記念舞台挨拶（新宿バルト9）- 上白石萌音、杉野遥亮、横浜流星[51][52]
- 2019年6月18日
  - 上海国際映画祭2019 - 川村泰祐監督[53]